# Gowthorpe
Gowthorpe – osada w Anglii, w hrabstwie East Riding of Yorkshire. Leży 43 km na północny zachód od miasta Hull i 279 km na północ od Londynu.